# Electròlits de polímer

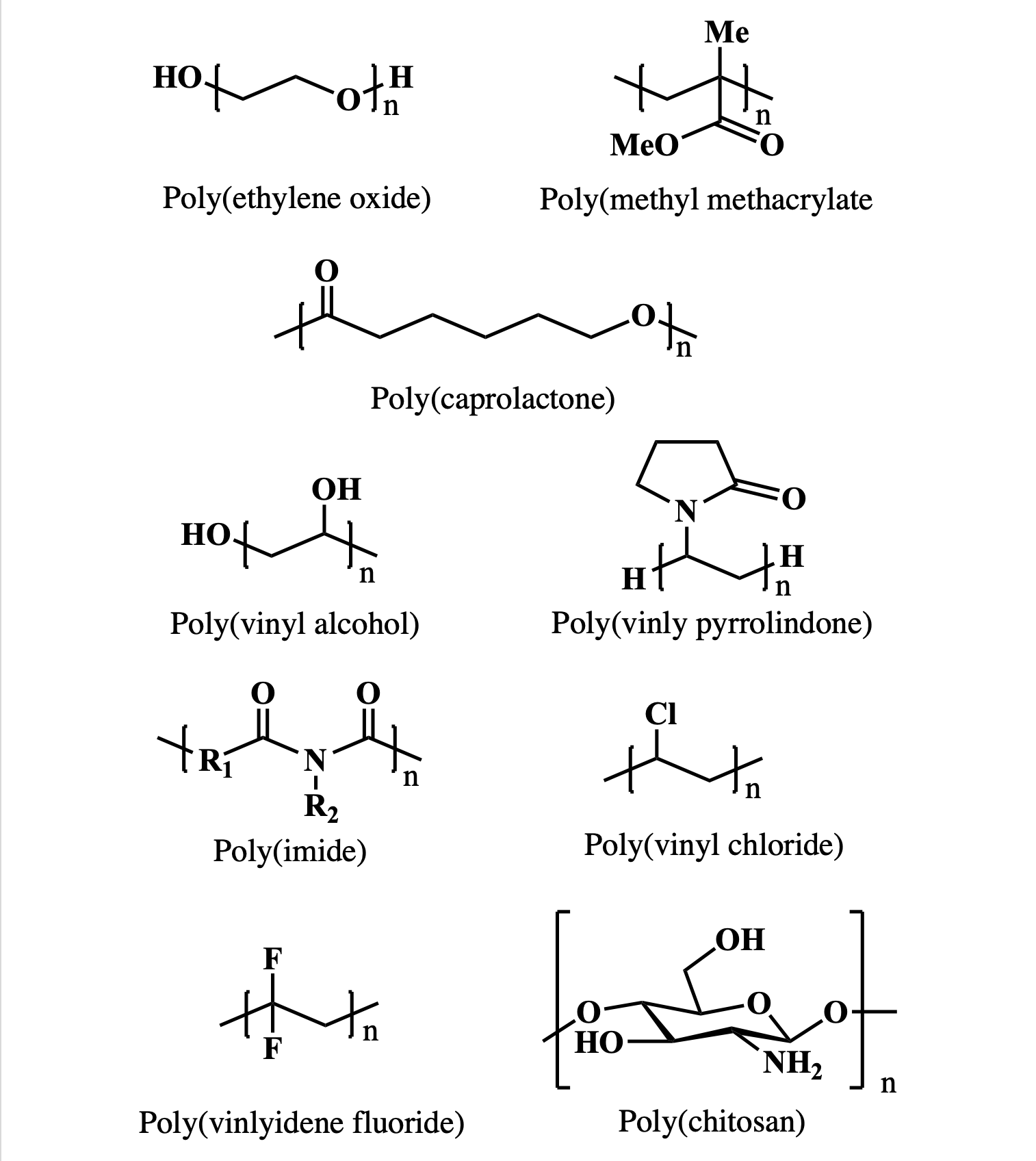
Diversos polímers capaços de ser utilitzats com a electròlits de polímers. Cada polímer incorpora una part altament polar capaç de donar electrons.

Un electròlit de polímer és una matriu de polímer capaç de conducció iònica. Igual que altres tipus d'electròlits (líquids i en estat sòlid), els electròlits de polímer ajuden al moviment de càrrega entre l'ànode i el càtode d'una cèl·lula. L'ús de polímers com a electròlit es va demostrar per primera vegada mitjançant cèl·lules solars sensibilitzades amb colorants. El camp s'ha expandit des d'aleshores i ara es centra principalment en el desenvolupament d'electròlits de polímer amb aplicacions en bateries, piles de combustible i membranes.

## Disseny molecular d'electròlits polimèrics per al transport de cations

Diagrama que mostra l'ús d'un electròlit de polímer d'estat sòlid en una cel·la de bateria simple.

Generalment, els electròlits polímers comprenen un polímer que incorpora un motiu altament polar capaç de donar electrons. Els paràmetres de rendiment afecten la selecció d'electròlits homogenis o heterogenis. Hi ha quatre tipus principals d'electròlit de polímer: (1) electròlit de polímer de gel, (2) electròlit de polímer d'estat sòlid, (3) electròlit de polímer plastificat i (4) electròlit de polímer compost. El grau de cristalinitat d'una matriu d'electròlits de polímer afecta la mobilitat iònica i la velocitat de transport. Les regions amorfes promouen una major percolació de càrrega en els electròlits de gel i polímers plastificats. Els defectes del cristall afavoreixen interaccions més febles dels ions en cadena.

## Els polímers comuns
- Poli(òxid d'etilè)[13]
- Poli (alcohol vinílic)
- Poli (metacrilat de metil)
- Poli (caprolactona)
- Poli (quitosà)
- Poli (vinil pirrolidona)
- Clorur de polivinil)
- Poli (fluorur de vinilidè)
- Poli(imida)[14]

Molts d'aquests polímers tenen altres aplicacions. Les estructures de diversos d'aquests polímers es mostren a la imatge adjacent. Mostra diversos d'aquests polímers. Altres tipus de polímers capaços de conducció iònica inclouen els ions polimèrics, que incorporen un element oxidat (per al transport d'anions) o un element reduït de la cadena principal del polímer mitjançant un procés anomenat dopatge químic. El dopatge químic fa que aquests polímers es comportin com a semiconductors de tipus n o de tipus p.

Diagrama esquemàtic que mostra l'ús d'una membrana d'electròlits de polímer en una cèl·lula solar.

## Aplicacions
Bateries, cèl·lules solars, piles de combustible, condensadors.